# مغامرات كوروبوكورو
مغامرات كوروبوكورو(بالإنجليزية: Bōken Korobokkuru) ويُعرف أيضاً بعنوان أقزام الجبال هو مسلسل أنمي من فئة كودومو.
أُنتج القائمون على العمل المسلسل اعتماداً على كتاب الأطفال حكايات كوروبوكّل للمؤلف ساتورو ساتو، واستند ساتو في كتابه إلى بعض الحكايات الشعبية لشعب الآينو في شمال اليابان. احتوى المسلسل على ستة وعشرين حلقة، وبثته قناة يوميوري تي في.
أشار جوناثان كليمنس وهيلين مكارثي في موسوعتهما موسوعة الأنمي إلى أنّ هذا العمل مثّل إرهاصاً مبكراً لإبداعات لاحقة لإستوديو جيبلي مثل بومبوكو وجاري توتورو.

## طاقم العمل
أدى كِي تومياما دور إيجي سونتا.
أدت نورِيكو أوهارا دور لاف لاف.
أدى شينبي ساكاموتو دور كوس كوس.
أدى ساتوشي هاسيغاوا دور سيتاكا إيتشيرو مينغاوا.
أدى ياسوشي سوزوكي دور بوكّورو.